# Clinton Correctional Facility
Il Clinton Correctional Facility è un carcere di massima sicurezza statunitense situato nello stato di New York, precisamente nel comune di Dannemora, a volte è chiamato colloquialmente proprio "Dannemora", anziché con il nome ufficiale derivato dall'omonima contea. Spesso viene chiamata "La Siberia dello stato di New York" per il clima freddo e per l'isolamento della zona in cui è situato. All'interno delle mura si trova una chiesa dedicata a San Disma. Il penitenziario è il più esteso carcere di massima sicurezza nello Stato e la terza prigione più vecchia.

## Storia
Costruito nel 1825, inizialmente i reclusi venivano impiegati come lavoratori nelle miniere di Dannemora e delle vicine Lyon Mountain; queste miniere non sono però redditizie e nel 1877 vengono chiuse ed i lavoratori vengono assegnati ad altri lavori. Il carcere viene così ampliato, e nel 1887 viene dotato di un muro di cinta alto 18 metri, circa 60 piedi; nel 1895 il primo prigioniero viene giustiziato sulla sedia elettrica, dando inizio al periodo in cui viene applicata la pena capitale al Clinton Correctional Facility. In questo periodo vengono qui trasferiti numerosi prigionieri malati di tubercolosi, in quanto l'aria pura della zona ne facilita la guarigione.
Nel 1889 viene costruito nei pressi del penitenziario una struttura in cui vengono rinchiusi e curati i criminali con problemi psichici, il Dannemora State Hospital. Nel 1929 nel Clinton Correctional Facility viene messa in atto una rivolta da parte dei detenuti, contemporaneamente ad altre rivolte nelle carceri dello stato di New York contro la nuova riforma. Dopo le rivolte i penitenziari vengono dotati di scuole e le intere strutture vengono ristrutturate ed ammodernate; nel 1941 viene costruita la chiesa dedicata a San Disma, il buon ladrone. Nella seconda metà del ventesimo secolo l'istituto per la cura della salute mentale viene smantellato.

## Nei media
- Escape at Dannemora - miniserie TV (2018)